# Balduin IV. (Flandern)

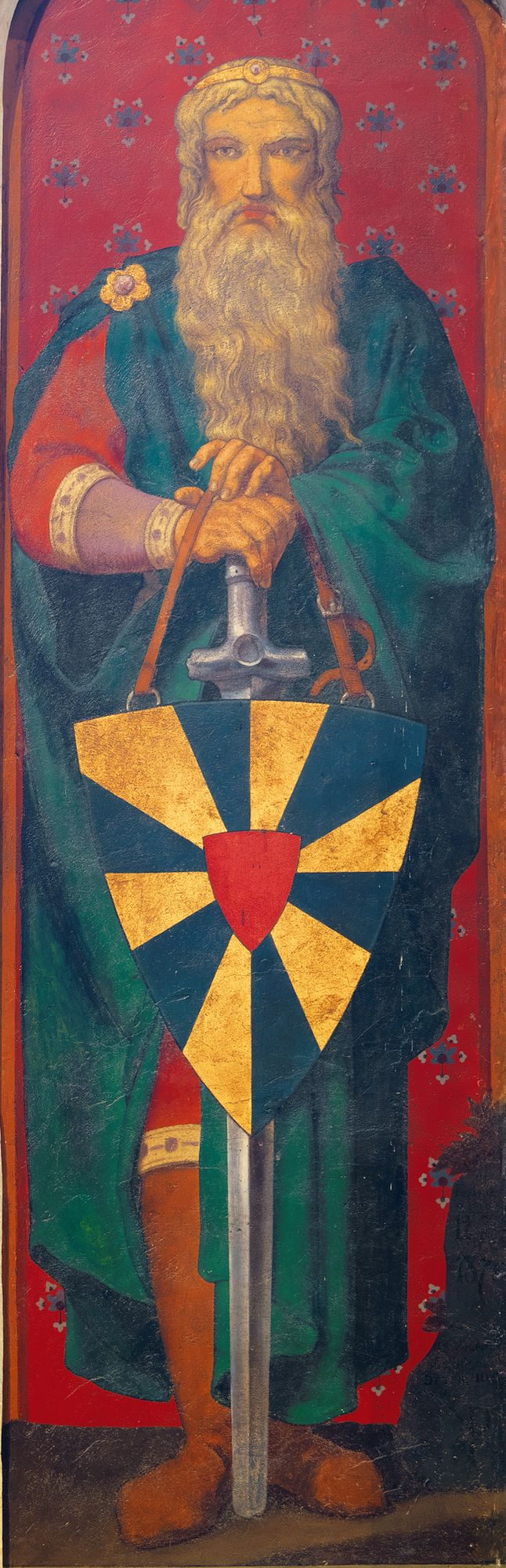
Jan van der Asselt, Grafenkapelle, Kortrijk

Balduin IV. Schönbart, oder der Bärtige genannt, (* um 980; † 1035) war ein Graf von Flandern aus dem Haus Flandern. Er war der einzige Sohn des Grafen Arnulf II. von Flandern († 987) und der Rozala († 1003), einer Tochter des Königs Berengar II. von Italien.

## Leben
Beim Tod des Vaters war Balduin noch unmündig, weshalb seine Mutter bald darauf den späteren König Robert II. den Frommen heiratete, um diesen als Beschützer ihres Sohnes zu gewinnen. Der regierende König Hugo Capet nutzte die Situation und installierte kurz nach 989 in Ponthieu seinen Gefolgsmann Hugo. Schon 992 ließ sich König Robert II. von Rozela scheiden, wofür nach Richer von Reims der Altersunterschied ausschlaggebend war. Robert behielt dabei ihre Mitgift, den wichtigen Seehafen Montreuil mit seiner Burg, um die Balduins Vorfahren lang gekämpft hatten.
Mündig geworden, stellte Balduin die gräfliche Gewalt in Kortrijk und Gent wieder her. Dadurch gestärkt, nahm er die Expansionspolitik seiner Vorfahren wieder auf. Nach Süden hin gebunden orientierte er sich in den Osten, auf die Regionen rechts der Schelde und damit auf Reichsgebiet. Zuerst nahm er Cambrai ein, dessen Bischof zu König Heinrich II. floh, und im Jahr 1006 erfolgte im Bund mit Graf Lambert I. von Löwen die Eroberung der Mark Valenciennes. In Reaktion darauf verbündete sich der spätere Kaiser Heinrich II. der Heilige mit König Robert II. und zog im Sommer 1007 in Gent ein, was Balduin noch im Oktober desselben Jahres in Aachen zur Unterwerfung vor dem deutschen König zwang.
Nicht lang danach näherte sich Balduin auf diplomatischen Weg König Heinrich II.  an, von dem er schließlich Walcheren (1012) und Valenciennes (1015) als Lehen aus kaiserlicher Hand erhielt. Auf Cambrai hingegen musste er verzichten, dessen Grafenwürde an den Bischof übergeben wurde. Damit aber war Balduin der erste Graf von Flandern, der auf Reichsboden Fuß fasste (siehe „Reichsflandern“) und somit zu Frankreich als auch zum Reich in Vasallität stand. 
Das Einvernehmen mit dem späteren Kaiser wurde durch seine um 1012 geschlossene Ehe mit Otgiva von Luxemburg vertieft, die eine Nichte der Kaiserin Kunigunde war. Der aus der Ehe hervorgegangene Erbe 
- Balduin V. († 1067) erwies sich als rebellischer Sohn, der sich mehrmals gegen seinen Vater erhob. Offenbar wurde Balduin IV. dabei einmal sogar aus Flandern vertrieben, so dass erst der Normannenherzog Robert I. auf dem Vermittlungsweg seine Rückkehr erwirken konnte. Vater und Sohn versöhnten sich 1030 bei einem Treffen in Oudenaarde.

Nach dem Tod von Otgiva 1031 heiratete Balduin IV. Eleonore, eine Tochter des Normannenherzogs Richard II., mit der er vermutlich eine Tochter hatte:
- Judith († 5. März 1094)
  - ⚭ 1051 mit Earl Tostig von Northumbria († 1066)
  - ⚭ 1071 mit Herzog Welf I. von Bayern († 1101)